# Diego Cuéllar
Diego Ignacio Cuéllar Vázquez (Chile, 22 de noviembre de 1986) es un futbolista chileno. Juega como delantero y actualmente milita en Unión San Felipe de la Primera B de Chile. El delantero se posiciona como el máximo goleador histórico de la Segunda División Profesional del Fútbol Chileno

## Clubes
| Club               | País  | Año       |
| ------------------ | ----- | --------- |
| Deportes Ovalle    | Chile | 2006-2009 |
| Unión La Calera    | Chile | 2010-2011 |
| San Luis           | Chile | 2012      |
| Deportes La Serena | Chile | 2013      |
| Naval              | Chile | 2013-2014 |
| Deportes Ovalle    | Chile | 2014-2016 |
| Deportes Vallenar  | Chile | 2016-2018 |
| Deportes Recoleta  | Chile | 2019      |
| Lautaro de Buin    | Chile | 2020-2023 |
| San Antonio Unido  | Chile | 2024-2025 |
| Unión San Felipe   | Chile | 2025-Act. |

## Palmarés

### Títulos nacionales
| Título           | Equipo            | País  | Año  |
| ---------------- | ----------------- | ----- | ---- |
| Segunda División | Deportes Vallenar | Chile | 2017 |

### Distinciones individuales
| Distinción                           | Año  |
| ------------------------------------ | ---- |
| Mejor Jugador de la Segunda División | 2020 |